# Conus berdulinus
Conus berdulinus е вид охлюв от семейство Conidae. Видът не е застрашен от изчезване.

## Разпространение и местообитание
Разпространен е в Йемен, Кения, Мадагаскар, Мозамбик, Сомалия, Танзания и Южна Африка (Квазулу-Натал).
Обитава крайбрежията и пясъчните дъна на морета.